# Marcardsmoor
Marcardsmoor is een dorp in de Duitse deelstaat Nedersaksen. De veenkolonie is een onderdeel van de gemeente Wiesmoor in de Landkreis Aurich.
Het dorp ontstond aan het einde van de 19e eeuw.
Belangrijkste inkomensbronnen zijn de landbouw en de veeteelt. Een toenemend aantal dorpelingen behoort tot de woonforensen met een werkkring in een van de omliggende steden.